# Batalla de Yad Mordejai
La batalla de Yad Mordejai se libró entre Egipto e Israel en la guerra árabe-israelí de 1948, en el kibutz israelí de Yad Mordejai. Los egipcios atacaron el asentamiento en varias ocasiones entre el 19 y el 20 de mayo, pero no lograron capturarlo. Un ataque final fue lanzado el 23 de mayo, en el que los egipcios lograron capturar parte del kibutz, tras lo cual los defensores israelíes se retiraron. Yad Mordejai finalmente cayó ante los egipcios el 24 de mayo, después de horas de bombardeo en el desocupado kibutz.
Los residentes del kibutz, ayudados por veinte combatientes de la Haganá, impusieron un retraso de cinco días a los egipcios. Esto dio tiempo a las fuerzas israelíes para prepararse para el avance egipcio, que fue detenido en seco por los israelíes en Ad Halom, menos de una semana más tarde.

## Antecedentes

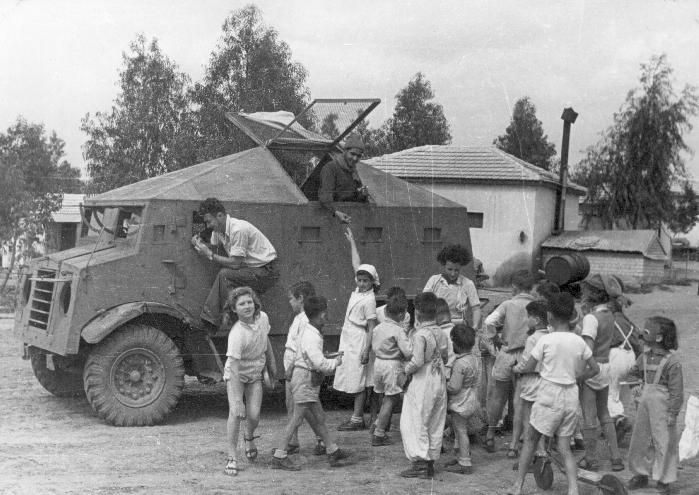
Los niños del kibutz Yad Mordejai fueron evacuados en estos improvisados vehículos blindados, sólo horas antes del ataque egipcio (19 de mayo de 1948).

Yad Mordejai es un pequeño kibutz en el sur de Israel, fundado en los años 1930 y renombrado en 1943 en honor a Mordejai Anielewicz, líder del levantamiento del gueto de Varsovia. El kibutz, encaramado en una colina, domina la carretera de la costa a medio camino entre Gaza y Majdal (hoy parte de Ashkelón).
Egipto había enviado una fuerza expedicionaria de alrededor de 10.000 hombres, bajo el mando del general Ahmed Ali al-Mwawi, a Palestina en abril de 1948. Mwawi había separado sus fuerzas en dos partes: una debía marchar por los montes de Judea a Jerusalén y la otra debía avanzar por la costa hasta Tel Aviv. Los egipcios habían pasado por alto varios asentamientos a lo largo de su avance, pero al llegar a Yad Mordejai el 16 de mayo, Mwawi concluýó que el kibutz era demasiado grande y estaba bien defendido para ser simplemente pasado por alto. Los egipcios contaban con el apoyo de blindados, artillería y apoyo aéreo. También reunieron 2.500 soldados para el asalto, superando avasalladoramente en número a los 130 defensores de la comuna.
Una asamblea de los miembros del kibutz decidió la evacuación de las mujeres y los niños. En la noche del 18 al 19 de mayo, una pequeña columna blindada israelí alcanzó el kibutz y trasladaron a sus 92 niños. Atrás quedaron 110 miembros (veinte de ellos mujeres) y dos escuadrones del Palmaj, equipados con armas ligeras, una ametralladora mediana y un arma antitanque PIAT de mano.

## La batalla

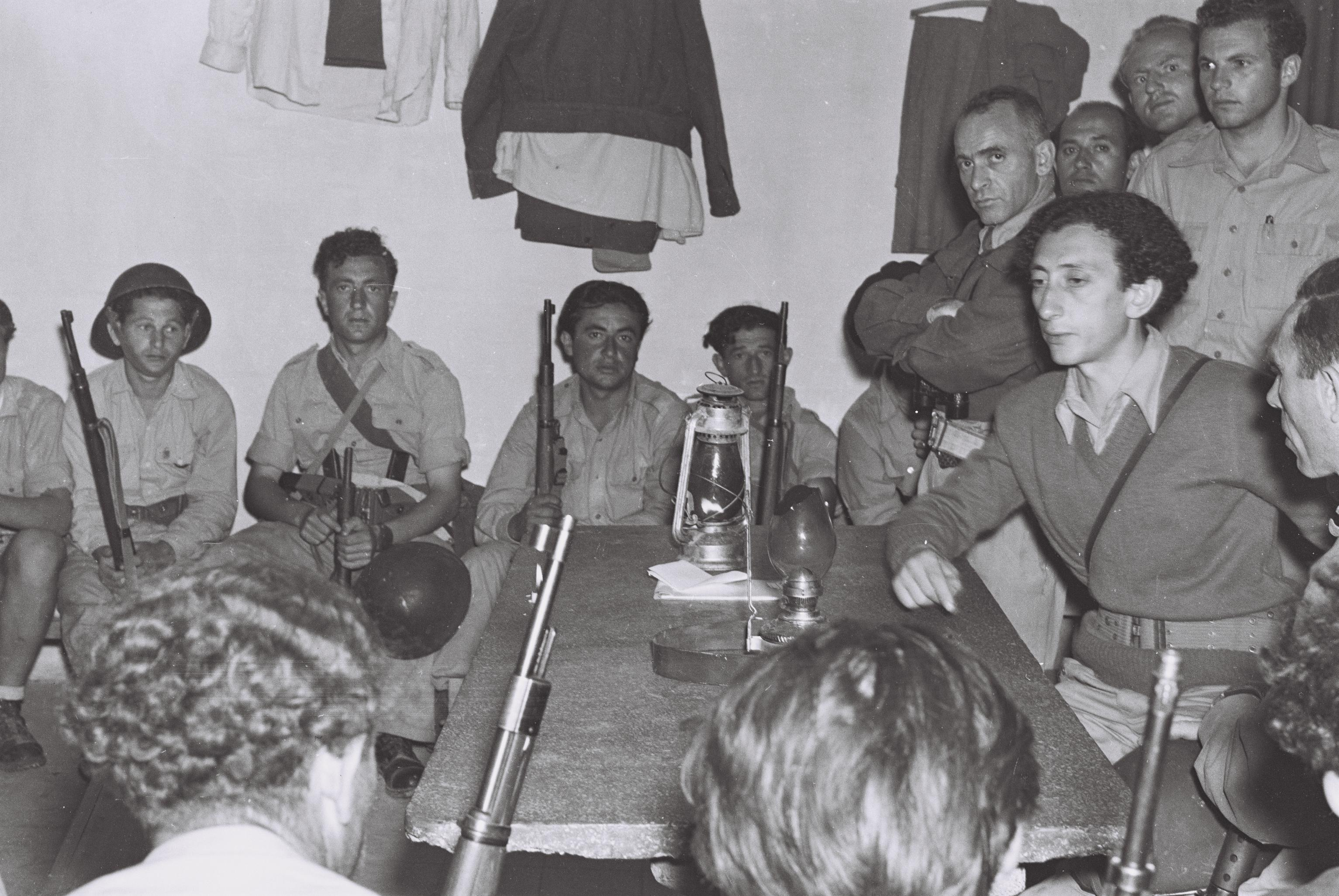
Miembros del kibutz en una reunión de instrucciones militares en Yad Mordejai (Abba Kovner de pie a la derecha).

Los egipcios prepararon el asalto por dos días. Poco después del amanecer el 19 de mayo, dos batallones de infantería y un batallón de blindados atacaron la aldea con apoyo de artillería. Los egipcios lograron abrir una brecha en el cerco perimetral, pero después de tres horas de intensos combates, fueron rechazados, dejando decenas de muertos; el kibutz sufrió cinco muertos y once heridos. Radio El Cairo anunció prematuramente que la comunidad había caído. Al día siguiente los egipcios lanzaron varios ataques más (cuatro según Pollack, siete según Morris), todos los cuales fueron rechazados. Trece israelíes murieron y más de veinte resultaron heridos; decenas de egipcios murieron también. Esa noche, el Palmaj envió en un pelotón de refuerzos, entre ellos seis desertores del ejército británico, con otro PIAT y tres ametralladoras. Los egipcios se vieron obstaculizados por la ineficacia de su artillería, y la dificultad en la coordinación de la infantería y las fuerzas blindadas.
Después de los ataques del 20 de mayo, Mwawi reorganizó a los egipcios, mejorando la coordinación entre sus fuerzas. Los egipcios pasaron el 21 y el 22 de mayo bombardeando el kibutz. La fuerza aérea egipcia impidió que una columna de socorro llegara al sitio. Los edificios del kibutz resultaron destruidos y los defensores se habían convertido en «habitantes de cuevas y túneles». Para el 22 de mayo, con decenas de heridos, los defensores solicitaron permiso para retirarse. El definitivo ataque egipcio del 23 de mayo vio a las fuerzas blindadas proporcionando mucho mejor apoyo a la infantería, y los egipcios ocuparon una parte del pueblo. Por la noche, los defensores israelíes, agotados por los combates y con poca munición, se retiraron del kibutz. Los egipcios desconocían el hecho de la retirada israelí y el día siguiente, abrieron fuego de artillería durante cuatro horas en el kibutz ahora vacío. Tras el bombardeo, ocuparon el asentamiento, terminando la batalla.

## Consecuencias
La acción de retraso israelí en Yad Mordejai proporcionó a las recién creadas Fuerzas de Defensa de Israel (FDI) un tiempo precioso para organizar una línea de defensa contra el ejército egipcio al norte, hacia Tel Aviv. El 5 de noviembre, en los días siguientes a la Operación Yoav, las fuerzas israelíes volvieron a tomar las ruinas del kibutz.